# Dundee (New York)
Dundee è un villaggio (village) degli Stati Uniti d'America della contea di Yates nello Stato di New York. La popolazione era di 1 725 abitanti al censimento del 2010. Deve il suo nome all'omonima città scozzese.
Il villaggio di Dundee si trova all'interno del comune di Starkey. Il villaggio si trova nella regione dei Finger Lakes dello Stato di New York, a metà strada tra Elmira e Geneva.
Il Dundee Airport (D48) si trova a nord-est del villaggio.

## Geografia fisica
Dundee è situata a 42°31′28″N 76°58′29″W (42.524453, -76.974804).
Secondo lo United States Census Bureau, ha un'area totale di 1,1 mi² (2,85 km²).
Il lago Seneca, uno dei Finger Lakes, si trova quattro miglia ad est di Dundee. Il Big Stream è un ruscello che scorre attraverso il villaggio.
Dundee si trova sulla New York State Route 14A, un'autostrada nord-sud. La New York State Route 230 termina con la NY-14A ad ovest di Dundee.

## Storia
La comunità era inizialmente nota con il nome di "Plainview". In un primo momento, il villaggio non prosperò a causa della concorrenza di un'altra comunità vicina, "Eddytown", ma alla fine dominò il suo rivale.
Intorno al 1834, gli abitanti cominciarono a cercare un nuovo nome per il villaggio e, persuasi da un nativo della Scozia, chiamarono il villaggio "Dundee". Egli successivamente si trasferì nell'Illinois e persuase i nativi della sua nuova casa per rinominare la loro comunità "Dundee".
Nel 1859, nel 1860 e nel 1861, il villaggio fu gravemente danneggiato dagli incendi.
Dundee era in origine la sede del Seneca Foods.

## Società

### Evoluzione demografica
Secondo il censimento del 2010, la popolazione era di 1 725 abitanti.

### Etnie e minoranze straniere
Secondo il censimento del 2010, la composizione etnica del villaggio era formata dal 97,7% di bianchi, lo 0,9% di afroamericani, lo 0,1% di nativi americani, lo 0,3% di asiatici, lo 0,1% di oceanici, lo 0,2% di altre razze, e lo 0,6% di due o più etnie. Ispanici o latinos di qualunque razza erano l'1,2% della popolazione.